# Apotropina ornatipennis
Apotropina ornatipennis är en tvåvingeart som först beskrevs av Malloch 1923.  Apotropina ornatipennis ingår i släktet Apotropina och familjen fritflugor. Inga underarter finns listade i Catalogue of Life.